# 超預感
超預感，是日本純種競賽馬匹。生涯活躍於中長途賽事，曾勝出京都紀念，亦於皋月賞及東京優駿（日本打吡）中分別跑獲亞軍及季軍。

## 出賽前
2002年3月5日出生於北海道追分町（今安平町）追分牧場，成長途中於一口馬主俱樂部Shadai Race Horse Co. Ltd.進行馬主募集。
其後交由栗東訓練中心練馬師長濱博之訓練。

## 競賽生涯

### 2歲
2004年7月19日出戰函館競馬場2歲新馬戰，比賽初段選擇保持於後方位置下於最後彎道稍為加速，進入直路後奮力衝刺，但最終仍然後上不及取得第二。
其後出戰2歲未勝利戰，本次比賽選擇於較前的位置下成功於最後彎道透出，於直路亦能繼續保持優秀的速度，最終拉開後方2 1/2馬位取得首勝。
10月出戰每日盃兩歲錦標，雖然於比賽初段以穩定的節奏在先頭位置推進並於通過彎道時稍微加速，但於直路上未能保持速度，失速之下以第八落敗。
其後繼續挑戰各項賽事，但於京都兩歲錦標敗於玫瑰十字及赤兔馬取得季軍，在短波電台盃兩歲錦標亦未能戰勝對手以第四作結，兩場賽事均無疾而終。

### 3歲
2005年以京成盃作為首戰，保持於中團靠後位置下在最後彎道逐步抽出外檔加速，進入直路後亦能跑出不俗的走勢，但最終仍然未能追上前方帶出的賞東瀛，被對手拉開下取得第二。
完成京成盃後出戰如月賞及若駒錦標，均於其中以第四的戰績完賽。
4月17日出戰經典三冠首關皋月賞，賽前僅取得第十二人氣。比賽開始後，其選擇以緩慢的速度逐步進佔中團後方位置，並於比賽途中一直維持於有遮擋的狀態等待時機。進入直路後其於外檔位置以不俗的反應開始衝出，跑出全場第二快的末腳速度下雖然未能追上大震撼，但仍然可以蠶食其他所有對手，以爆冷的姿態取得亞軍。
其後繼續挑戰經典三冠並以東京優駿（日本打吡）作為目標，雖然於皋月賞中表現優異，但賽前仍然僅獲第七人氣的支持。比賽開始後，其採用後上戰術將自身保持於隊伍尾二的位置，通過第一彎道後開始加速，並於對面直路逐步由外檔位置上前。通過最後彎道進入直路時，其經已有最後方位置爬升至第十左右，並於中檔開始逐步推進衝出，最終僅敗於大震撼及太陽祭取得第三。
完成打吡後其前方放草，並於秋季的神戶新聞盃中復出，於比賽途中其再度展現自身優勢的變奏能力及於直路上衝刺的速度，最終僅不敵大震撼取得亞軍。
10月23日出戰菊花賞，繼續採用居中戰術下於比賽途中維持穩定的節奏以減少體力消耗，並於最後彎道時嚮應騎師四位洋文的指揮抽出外檔。進入直路後，其開始展開加速嘗試突破，但最終未能最大程度加速下以第四完賽。
12月陣營決定安排其遠征香港並以香港瓶作為目標，於比賽途中其一直堅守有利的位置，於直路上亦能保持優秀的速度及走勢，最終僅未能壓制占卜下以再度以第二完賽。

### 4歲
回國稍為休養後於2006年年初出戰京都紀念，並由武豐策騎。比賽開始後，其保持於前頭第五的位置，但於對面直路中段開始逐步收慢節奏，通過三、四彎道時墮後至約莫第八的位置。進入直路後，其成功優秀的反應嚮應武豐的指揮於外檔展開加速，最終轟出後600米35.3秒的末腳速度下超越前方對手，並於終點線前將Sakura Century追過以鼻位險勝，取得首個分級賽冠軍。
然而於賽後，其被檢查出右前腳患有肌腱炎，因而陣營決定安排其退役，並於3月31日取消日本中央競馬會的賽駒註冊。

### 詳細賽績
| 日期       | 舉辦國家/地區 | 馬場 | 距離   | 級別 | 賽事名稱           | 負重 | 騎師     | 馬號 | 出馬 | 名次 | 時間   | 頭馬（二馬）       |
| ---------- | ------------- | ---- | ------ | ---- | ------------------ | ---- | -------- | ---- | ---- | ---- | ------ | ------------------ |
| 18/7/2004  | 日本          | 函館 | 草1800 |      | 2歲新馬            | 54   | 四位洋文 | 8    | 8    | 2    | 1:53.1 | Perfect Match      |
| 8/8/2004   | 日本          | 函館 | 草1800 |      | 2歲未勝利          | 54   | 四位洋文 | 7    | 13   | 1    | 1:52.0 | （Seiun Vivace）   |
| 16/10/2004 | 日本          | 京都 | 草1600 | GII  | 每日盃兩歲錦標     | 55   | 四位洋文 | 2    | 13   | 8    | 1:35.1 | 皮爾金             |
| 27/11/2004 | 日本          | 京都 | 草2000 | OP   | 京都兩歲錦標       | 55   | 四位洋文 | 9    | 10   | 3    | 2:05.0 | 玫瑰十字           |
| 25/12/2004 | 日本          | 阪神 | 草2000 | GIII | 短波電台盃兩歲錦標 | 55   | 四位洋文 | 5    | 9    | 4    | 2:04.0 | 赤兔馬             |
| 16/1/2005  | 日本          | 中山 | 草2000 | GIII | 京成盃             | 56   | 四位洋文 | 11   | 10   | 2    | 2:07.6 | 賞東瀛             |
| 13/2/2005  | 日本          | 京都 | 草1800 | GIII | 如月賞             | 56   | 四位洋文 | 3    | 9    | 4    | 1:48.7 | 金剛力王           |
| 19/3/2005  | 日本          | 阪神 | 草2000 | OP   | 若葉錦標           | 56   | 四位洋文 | 2    | 14   | 4    | 2:00.6 | Admire Fuji        |
| 17/4/2005  | 日本          | 中山 | 草2000 | GI   | 皋月賞             | 57   | 四位洋文 | 10   | 18   | 2    | 1:59.6 | 大震撼             |
| 29/5/2005  | 日本          | 東京 | 草2400 | GI   | 東京優駿           | 57   | 四位洋文 | 15   | 18   | 3    | 2:24.5 | 大震撼             |
| 25/9/2005  | 日本          | 阪神 | 草2000 | GII  | 神戶新聞盃         | 56   | 上村洋行 | 13   | 13   | 2    | 1:58.8 | 大震撼             |
| 23/10/2005 | 日本          | 京都 | 草3000 | GI   | 菊花賞             | 57   | 四位洋文 | 11   | 16   | 4    | 3:05.7 | 大震撼             |
| 11/12/2005 | 香港          | 沙田 | 草2400 | GI   | 香港瓶             | 55   | 四位洋文 | 11   | 12   | 2    | 2:29.3 | 占卜               |
| 18/2/2006  | 日本          | 京都 | 草2200 | GII  | 京都紀念           | 56   | 武豐     | 1    | 10   | 1    | 2:13.5 | （Sakura Century） |

## 退役後
退役後，第六感成為了配種馬，於北海道安平町社台Stallion Station休養，在2006年進行配種。首批子嗣於2007年出生。首批子嗣可於2009年出道，11月8日經已有中央的子嗣在新馬戰中取勝。
2007年其被轉移至北海道新日高町Rex Stud休養，繼續於此進行配種工作。
2009年其被輸出至愛爾蘭作為配種馬使用，於愛爾蘭西米斯郡馬林加Bridge House Stud休養，配種費為4500歐元。
2010年4月3日，牧場宣佈其於同年1月時經已因為骨折被施以安樂死，享年8歲。

## 血統簡介
父系週日寧靜是美國三冠賽雙冠馬，退役後在日本配種，在日本馬壇相當成功，贏得多項分級賽事，其子嗣贏得巨額獎金，連續12年成為日本冠軍種馬。祖父Halo爲美國賽駒，曾贏得一級賽冠軍，爲美國冠軍種馬。
母系Daneskaya為英國生產的法國賽駒，生涯戰績不俗，曾於1997年勝出二級賽阿斯達錦標。外祖父丹山爲美國生產的英國賽駒，生涯戰績優秀，曾勝出一級賽短途盃錦標，退役後配種成績亦極爲優秀。

### 血統表
| 父線：週日寧靜系（Halo系）                |                             |                 |                |
| 種馬 週日寧靜 1986年（棕色）              | Halo 1969年（棕色）         | Hail to Reason  | Turn-to        |
| 種馬 週日寧靜 1986年（棕色）              | Halo 1969年（棕色）         | Hail to Reason  | Nothirdchance  |
| 種馬 週日寧靜 1986年（棕色）              | Halo 1969年（棕色）         | Cosmah          | Cosmic Bomb    |
| 種馬 週日寧靜 1986年（棕色）              | Halo 1969年（棕色）         | Cosmah          | Almahmoud      |
| 種馬 週日寧靜 1986年（棕色）              | Wishing Well 1975年（棗色） | Understanding   | Promised Land  |
| 種馬 週日寧靜 1986年（棕色）              | Wishing Well 1975年（棗色） | Understanding   | Pretty Ways    |
| 種馬 週日寧靜 1986年（棕色）              | Wishing Well 1975年（棗色） | Mountain Flower | Montparnasse   |
| 種馬 週日寧靜 1986年（棕色）              | Wishing Well 1975年（棗色） | Mountain Flower | Edelweiss      |
| 繁殖雌馬 Daneskaya 1993年（棗色）         | 丹山 1992年（棗色）         | 單色            | 北地舞人       |
| 繁殖雌馬 Daneskaya 1993年（棗色）         | 丹山 1992年（棗色）         | 單色            | Pas de Nom     |
| 繁殖雌馬 Daneskaya 1993年（棗色）         | 丹山 1992年（棗色）         | Razyana         | His Majesty    |
| 繁殖雌馬 Daneskaya 1993年（棗色）         | 丹山 1992年（棗色）         | Razyana         | Spring Adieu   |
| 繁殖雌馬 Daneskaya 1993年（棗色）         | Boubskaia 1987年（深棗色）  | Niniski         | 尼真斯基       |
| 繁殖雌馬 Daneskaya 1993年（棗色）         | Boubskaia 1987年（深棗色）  | Niniski         | Virginia Hills |
| 繁殖雌馬 Daneskaya 1993年（棗色）         | Boubskaia 1987年（深棗色）  | Frenetique      | Tyrant         |
| 繁殖雌馬 Daneskaya 1993年（棗色）         | Boubskaia 1987年（深棗色）  | Frenetique      | Femina         |
| 雌系：號族：16-g                          |                             |                 |                |
| 五代內近親交配：北地舞人 4×5、Natalma 5×5 |                             |                 |                |

## 命名由來
名字Six Sense（シックスセンス）即是超感官知覺的俗稱「第六感」，香港則翻譯為「超預感」。

## 外部連結
- 超預感 netkeiba.com （页面存档备份，存于）
- 血統表 （页面存档备份，存于）